# Gora Beljakova
Gora Beljakova (englische Transkription von russisch Гора Белякова Gora Beljakowa) ist ein Nunatak im westantarktischen Queen Elizabeth Land. Er ragt südöstlich des Preslik Spur im Dufek-Massiv der Pensacola Mountains auf.
Russische Wissenschaftler benannten ihn. Der weitere Benennungshintergrund ist nicht hinterlegt.